# Eleição municipal de Belford Roxo em 2008
A eleição municipal da cidade brasileira de Belford Roxo de 2008 ocorreu no dia 5 de outubro de 2008 e elegeu 1 (um) postulante de cargo majoritário (prefeito), mais o respectivo vice de seu partido ou coligação, e 19 (dezenove) vagas para vereador.
O deputado estadual Alcides Rolim (PT) foi eleito prefeito no primeiro turno, segundo o TSE. Rolim venceu com 138.615 votos (66,4% dos válidos) contra 68.214 (32,67%) da principal rival, a deputada estadual Sula (PMDB).
O prefeito e o vice-prefeito eleitos assumiram os cargos no dia 1 de janeiro de 2009 com término no dia 31 de dezembro de 2012.

## Antecedente
Na eleição municipal de Belford Roxo em 2008, o candidato do PT e então deputado estadual Alcides de Moura Rolim Filho foi eleito no primeiro turno. Rolim recebeu 138.615 votos (66,4% dos votos válidos), já sua principal concorrente, a deputada estadual Sula, candidata do PMDB recebeu 68.241 votos (32,67% dos votos válidos).
Médico de formação, Alcides Rolim foi vereador de Belford Roxo por dois mandatos, em 2002, quando concorreu pela primeira vez a deputado estadual, virou primeiro suplente. Rolim então entrou na disputada pela prefeitura do município, mas acabou ficando em segundo. Ele foi eleito deputado estadual em 2006 antes de tentar novamente a candidatura a prefeito de Belford Roxo em 2008.

## Candidatos a Prefeito
|  | Nº | Candidato(a) a prefeito | Candidato(a) a prefeito                                 | Candidato(a) a vice-prefeito | Candidato(a) a vice-prefeito                              | Coligação |
|  | -- | ----------------------- | ------------------------------------------------------- | ---------------------------- | --------------------------------------------------------- | --- |
|  | 12 |                         | João Ferreira (PDT) João Ferreira de Jesus              |                              | Fábio Vieira (PDT) Fábio Vieira da Silva                  | Belford Roxo Tem Jeito Sim com os Ideais de Leonel Brizola - Partido Democrático Trabalhista (PDT) - Partido Trabalhista do Brasil (PTdoB) |
|  | 13 |                         | Alcides Rolim (PT) Alcides de Moura Rolim Filho         |                              | Alexandre Burro's Chagas (PSB) Alexandre Coelho Tavares   | Uma Cidade para Todos - Partido dos Trabalhadores (PT) - Partido Socialista Brasileiro (PSB) - Partido Republicano Brasileiro (PRB) - Partido Social Liberal (PSL) - Partido Popular Socialista (PPS) |
|  | 14 |                         | Barack Obama (PTB) Cláudio Henrique dos Anjos           |                              | João Santanna (PSDB) João Luiz Santanna                   | Por um Belford Roxo mais Belo - Partido Trabalhista Brasileiro (PTB) - Partido da Social Democracia Brasileira (PSDB) - Partido Verde (PV) |
|  | 15 |                         | Sula (PMDB) Sulamita do Carmo da Silva                  |                              | Luisinho (PP) Luís Eduardo Almeida de Oliveira            | Totalmente Belford Roxo - Partido do Movimento Democrático Brasileiro (PMDB) - Partido Progressista (PP) - Partido da Mobilização Nacional (PMN) - Partido Trabalhista Cristão (PTC) - Partido Republicano Progressista (PRP) - Partido Social Cristão (PSC) - Partido da Social Democrata Cristão (PSDC) - Partido da República (PR) - Partido Humanista da Solidariedade (PHS) |
|  | 16 |                         | Professora Zezé (PSTU) Maria José Rodrigues de Carvalho |                              | Miriam Souza (PSTU) Miriam de Souza Caralo                | Sem coligação - Partido Socialista dos Trabalhadores Unificado (PSTU) |
|  | 65 |                         | Jotta Júnior (PCdoB) Elizeu de Jesus Pitorra            |                              | Pastor Valmir Fernandes (PTN) Valmir Fernandes dos Santos | Chegou a Hora de Mudar! - Partido Comunista do Brasil (PCdoB) - Partido Trabalhista Nacional (PTN) |

## Composição das coligações para o cargo de vereador
| Coligação                                   | Partido                 | Candidatos |
| ------------------------------------------- | ----------------------- | ---------- |
| "Chegou a Hora de Mudar!" (30 candidatos)   | PC do B                 | 29         |
| "Chegou a Hora de Mudar!" (30 candidatos)   | PTN                     | 1          |
| "Cidade do Amor" (37 candidatos)            | PHS                     | 19         |
| "Cidade do Amor" (37 candidatos)            | PRP                     | 18         |
| "Experiência e Competência" (34 candidatos) | PP                      | 19         |
| "Experiência e Competência" (34 candidatos) | PTC                     | 15         |
| "Força, União e Trabalho" (37 candidatos)   | PR                      | 20         |
| "Força, União e Trabalho" (37 candidatos)   | PSC                     | 17         |
| "Igualdade" (34 candidatos)                 | DEM                     | 17         |
| "Igualdade" (34 candidatos)                 | PRTB                    | 17         |
| PMDB/PSDC (29 candidatos)                   | PMDB                    | 14         |
| PMDB/PSDC (29 candidatos)                   | PSDC                    | 15         |
| PRB/PSB (37 candidatos)                     | PRB                     | 13         |
| PRB/PSB (37 candidatos)                     | PSB                     | 24         |
| PSDB/PV (31 candidatos)                     | PSDB                    | 15         |
| PSDB/PV (31 candidatos)                     | PV                      | 16         |
| PT/PPS (38 candidatos)                      | PT                      | 18         |
| PT/PPS (38 candidatos)                      | PPS                     | 20         |
| PDT (sem coligação)                         | PDT (sem coligação)     | 27         |
| PMN (sem coligação)                         | PMN (sem coligação)     | 27         |
| PSL (sem coligação)                         | PSL (sem coligação)     | 27         |
| PSTU (sem coligação)                        | PSTU (sem coligação)    | 1          |
| PT do B (sem coligação)                     | PT do B (sem coligação) | 23         |
| PTB (sem coligação)                         | PTB (sem coligação)     | 10         |
| TOTAL                                       | TOTAL                   | 422        |

## Fatos
- O fato de ter um candidato com o apelido "Barack Obama" nas eleições para o executivo causou até uma certa repercussão internacional [12], Mas a candidatura de Cláudio Henrique dos Anjos foi negada pelo TSE por causa de uma irregularidade em sua filiação partidária.[13]

- A candidatura de Alcides Rolim ficou ameaçada devido a uma acusação de apropriação indébita previdencária[14]. Porém com a liberação de candidatos com débitos na justiça, a candidatura de Rolim foi considerada "Apta (deferido com recurso)".

- A atual prefeita Maria Lúcia Netto dos Santos poderia se candidatar à reeleição, porém preferiu dar a oportunidade a sua aliada política, Sula a se candidatar à prefeitura de Belford Roxo.

## Horário eleitoral Gratuito
A transmissão do Horário Eleitoral Gratuito em Belford Roxo ficou a cargo da CNT Rio de Janeiro, canal 9. Quem possuiu o maior tempo é Alcides Rolim.[carece de fontes?]

### Tempo de exposição
| Candidato(a)           | Tempo          |
| ---------------------- | -------------- |
| Alcides Rolim (PT)     | 9 min e 35 seg |
| Sula (PMDB)            | 9 min e 26 seg |
| Cláudio Henrique (PTB) | 6 min e 14 seg |
| João Ferreira (PDT)    | 2 min e 47 seg |
| Jotta Júnior (PC do B) | 2 min e 15 seg |
| Profª Zezé (PSTU)      | 1 min e 40 seg |

## Resultados

### Prefeito
| 1º Turno 5 de outubro de 2008 | 1º Turno 5 de outubro de 2008  | 1º Turno 5 de outubro de 2008 | 1º Turno 5 de outubro de 2008 |
| Candidato(a) | Vice                           | Votação                       | Votação                       |
| Candidato(a) | Vice                           | Total                         | Porcentagem                   |
| --- | ------------------------------ | ----------------------------- | ----------------------------- |
| Alcides Rolim (PT) | Alexandre Burro's Chagas (PSB) | 138.615                       | 66,40%                        |
| Sulamita do Carmo (PMDB) | Luisinho(PP)                   | 68.214                        | 32,67%                        |
| Jotta Júnior (PCdoB) | Pastor Valmir Fernandes (PTN)  | 1.941                         | 0,93%                         |
| Barack Obama (PTB) | João Santanna (PSDB)           | 0                             | 0,00%                         |
| João Ferreira (PDT) | Fábio Vieira (PDT)             | 0                             | 0,00%                         |
| Professora Zezé (PSTU) | Miriam Souza (PSTU)            | 0                             | 0,00%                         |
| Total de votos válidos | Total de votos válidos         | 208.770                       | 100,00%                       |
| Votos apurados |                                |                               |                               |
| Votos válidos | Votos válidos                  | 208.770                       | 82,78%                        |
| Votos em branco | Votos em branco                | 9.238                         | 3,66%                         |
| Votos nulos | Votos nulos                    | 34.181                        | 13,55%                        |
| Total de votos apurados | Total de votos apurados        | 252.189                       | 100,00%                       |
| Eleitores |                                |                               |                               |
| Comparecimento | Comparecimento                 | 252.189                       | 85,97%                        |
| Abstenções | Abstenções                     | 41.157                        | 14,03%                        |
| Total de eleitores | Total de eleitores             | 293.346                       | 100,00%                       |
| Total de seções: 815 |                                |                               |                               |
| Nota: Os candidatos Cláudio Henrique (PTB), João Ferreira (PDT) e Professora Zezé (PSTU) tiveram os seus registros de candidaturas negados pelo TSE. Portanto seus votos não foram computados. |                                |                               |                               |
| Fonte: Justiça Eleitoral |                                |                               |                               |

### Vereadores eleitos
| Candidato(a) | Candidato(a)                 | Partido | Votos | Cidade de origem   | Unidade federativa/País |
| ------------ | ---------------------------- | ------- | ----- | ------------------ | ----------------------- |
|              | Waguinho                     | PRTB    | 5.413 | Rio de Janeiro     | Rio de Janeiro          |
|              | Reginaldo Gomes              | PMDB    | 4.508 | Belford Roxo       | Rio de Janeiro          |
|              | Dennis Dauttmam              | PR      | 4.178 | Ibicaraí           | Bahia                   |
|              | Douglas Da Acr               | PTC     | 3.970 | São João de Meriti | Rio de Janeiro          |
|              | Markinho Gandra              | PDT     | 3.492 | Nova Iguaçu        | Rio de Janeiro          |
|              | Tayano                       | PMDB    | 3.464 | Rio de Janeiro     | Rio de Janeiro          |
|              | Badia                        | PHS     | 3.395 | Muniz Freire       | Espírito Santo          |
|              | Wagner 100% Amizade          | PSB     | 3.325 | Belford Roxo       | Rio de Janeiro          |
|              | Julião                       | PMDB    | 3.194 | Rio de Janeiro     | Rio de Janeiro          |
|              | Luis Carlos Do Caminhão      | PSB     | 3.008 | Belford Roxo       | Rio de Janeiro          |
|              | Nuna                         | PTC     | 2.910 | Belford Roxo       | Rio de Janeiro          |
|              | Marcinho Bombeiro            | PSL     | 2.500 | Nova Iguaçu        | Rio de Janeiro          |
|              | Jacoginho                    | PT      | 2.208 | Belford Roxo       | Rio de Janeiro          |
|              | Natan                        | PMN     | 2.170 | Rio de Janeiro     | Rio de Janeiro          |
|              | William Do Ipê               | PRTB    | 2.153 | Rio de Janeiro     | Rio de Janeiro          |
|              | Carlinhos Da Padaria         | PSC     | 2.142 | Rio de Janeiro     | Rio de Janeiro          |
|              | Cristiane Filha Do Albertino | PSL     | 1.729 | Rio de Janeiro     | Rio de Janeiro          |
|              | Angelo Ventura               | PT      | 1.466 | Belford Roxo       | Rio de Janeiro          |
|              | Fidelis                      | PT      | 1.418 | Duque de Caxias    | Rio de Janeiro          |
| Fontes:      |                              |         |       |                    |                         |

#### Vereadores eleitos por partido
| Nº                     | Partido                | Votos populares | Votos populares | Vagas   |
| Nº                     | Partido                | Votos           | %               | Vagas   |
| ---------------------- | ---------------------- | --------------- | --------------- | ------- |
| 15                     | PMDB                   | 23.580          | 10,21%          | 3       |
| 13                     | PT                     | 20.749          | 8,99%           | 3       |
| 17                     | PSL                    | 19.226          | 8,33%           | 2       |
| 28                     | PRTB                   | 17.013          | 7,37%           | 2       |
| 40                     | PSB                    | 16.986          | 7,36%           | 2       |
| 36                     | PTC                    | 15.513          | 6,72%           | 2       |
| 33                     | PMN                    | 15.506          | 6,72%           | 1       |
| 12                     | PDT                    | 12.445          | 5,39%           | 1       |
| 22                     | PR                     | 11.474          | 4,97%           | 1       |
| 20                     | PSC                    | 10.242          | 4,44%           | 1       |
| 31                     | PHS                    | 9.343           | 4,05%           | 1       |
| 25                     | DEM                    | 8.210           | 3,56%           | 0       |
| 44                     | PRP                    | 8.048           | 3,49%           | 0       |
| 11                     | PP                     | 7.604           | 3,29%           | 0       |
| 10                     | PRB                    | 5.821           | 2,52%           | 0       |
| 45                     | PSDB                   | 5.679           | 2,46%           | 0       |
| 27                     | PSDC                   | 5.589           | 2,42%           | 0       |
| 23                     | PPS                    | 5.455           | 2,36%           | 0       |
| 70                     | PTdoB                  | 5.044           | 2,18%           | 0       |
| 65                     | PCdoB                  | 2.753           | 1,19%           | 0       |
| 43                     | PV                     | 2.023           | 0,88%           | 0       |
| 14                     | PTB                    | 2.014           | 0,87%           | 0       |
| 16                     | PSTU                   | 311             | 0,13%           | 0       |
| 19                     | PTN                    | 259             | 0,11%           | 0       |
| Total de votos válidos | Total de votos válidos | 230.887         | 91,55%          | 19      |
| Votos em branco        | Votos em branco        | 9.899           | 3,93%           | 19      |
| Votos nulos            | Votos nulos            | 11.403          | 4,52%           | 19      |
| Total de votos         | Total de votos         | 252.189         | 85,97%          | 19      |
| Abstenções             | Abstenções             | 41.157          | 14,03%          | 19      |
| Eleitorado apto        | Eleitorado apto        | 293.346         | 293.346         | 293.346 |
| Fontes:                |                        |                 |                 |         |